# Gruboudka Ahrensa
Gruboudka Ahrensa (Argopus ahrensii) – gatunek chrząszcza z rodziny stonkowatych i podrodziny pchełek ziemnych. Rzadki kserofil żerujący głównie na powojniku prostym. Występuje w środkowej i południowo-wschodniej części Europy, ale w tej pierwszej zanika.

## Taksonomia
Gatunek ten opisany został po raz pierwszy w 1817 roku przez Ernsta Friedricha Germara jako Haltica ahrensii. Epitet gatunkowy nadano na cześć niemieckiego koleopterologa Augusta Ahrensa.

## Opis
Chrząszcz o krótkoowalnym i silnie wysklepionym, niemal półkulistym ciele długości od 2,6 do 5,2 mm, w całości ubarwionym ceglastoczerwono bądź jasnordzawo. Warga górna rozdzielona jest głębokim wcięciem pośrodkowym na dwa odstające płatki. Długość czwartego członu czułków jest znacznie większa niż drugiego. Punktowanie powierzchni przedplecza i pokryw tworzą przemieszane ze sobą punkty o dwóch rozmiarach. Te większych rozmiarów tworzą w niektórych rejonach pokryw regularne rządki. Przedplecze pozbawione jest bruzd. Odnóża mają pierwszy człon stopy wyraźnie krótszy od połowy goleni. Golenie środkowe i tylne nie mają oszczecinionych wcięć ani ząbków. Jak u wszystkich pchełek ziemnych mocno zgrubiałe uda tylnej pary odnóży mają w swoim wnętrzu aparat Maulika pozwalający tym owadom na oddawanie skoków.

## Biologia i ekologia
Na swe siedliska owad ten wybiera różne zbiorowiska roślinności kserotermicznej (ciepłolubnej), włącznie z dąbrowami kserotermicznymi. Jego roślinami pokarmowymi są niektóre gatunki powojników, a zwłaszcza powojnik prosty. Nie żeruje na powojniku pnącym. W Polsce owady dorosłe są aktywne od maja do września z maksimum pojawu przypadającym na sierpień. Spotyka się je w miejscach nasłonecznionych: na roślinach żywicielskich i na ziemi pod nimi.

## Zasięg i zagrożenie
Owad palearktyczny, występujący głównie w środkowej i południowo-wschodniej części Europy, rzadki. Wykazany został z Holandii, Niemiec, Szwajcarii, Austrii, północnych Włoch, Polski, Czech, Słowacji, Węgier, Łotwy, Białorusi, zachodniej Rosji z obwodem królewieckim włącznie, Ukrainy, Mołdawii, Rumunii, Bułgarii, Słowenii, Chorwacji, Bośni i Hercegowiny, Serbii, Macedonii Północnej, Albanii i Grecji. Północno-zachodnia granica zasięgu biegnie przez Alpy Zachodnie, dolinę środkowego Renu, Góry Łupkowe, północ Niemiec i Pomorze.
Gatunek ten w Europie Środkowej ustępuje lub wymiera. W XIX wieku sięgał w Niemczech do okolic Hamburga, ale od tamtej pory obserwuje się silny spadek jego populacji i spodziewane jest jego wymarcie na terenie tego kraju. W Polsce dawniej występował m.in. na Dolnym Śląsku, w dolinie Olzy, na Pojezierzu Mazurskim, w Beskidach Zachodnich i Wschodnich oraz w Kotlinie Nowotarskiej. Większość stanowisk w tym kraju, w tym we wszystkich wymienionych rejonach, ma jednak charakter historyczny – chrząszcz ten nie był tam obserwowany od ponad stu lat. Współcześnie znanych jest tylko kilka stanowisk na Wyżynie Małopolskiej, Wyżynie Lubelskiej i Roztoczu. W Polsce owad ten został wpisany jako zagrożony (EN) zarówno do krajowej czerwonej księgi zwierząt, jak i na krajową czerwoną listę zwierząt ginących i zagrożonych, ale nie jest objęty ani ochroną gatunkową ani stanowiskową. Prognozuje się jego dalszy zanik w tym kraju.
Gruboudce Ahrensa zagrażają zarówno niszczenie siedlisk kserotermicznych przez człowieka (antropopresja), jak i zarastanie ich roślinami drzewiastymi (sukcesja), co wiąże się z zanikiem jego rośliny pokarmowej. Owad ten wymaga czynnej ochrony rezerwatowej.